# NGC 4710
NGC 4710 је лентикуларна галаксија у сазвежђу Береникина коса која се налази на NGC листи објеката дубоког неба.
Деклинација објекта је + 15° 9' 53" а ректасцензија 12h 49m 38,7s. Привидна величина (магнитуда) објекта NGC 4710 износи 11,0 а фотографска магнитуда 11,9. Налази се на удаљености од 16,8000 милиона парсека од Сунца. NGC 4710 је још познат и под ознакама UGC 7980, MCG 3-33-9, CGCG 100-11, IRAS 12471+1526, PGC 43375.